# Su e giù per i Caraibi
Su e giù per i Caraibi (Hot Pursuit) è un film del 1987 diretto da Steven Lisberger, con gli attori John Cusack, Robert Loggia, Jerry Stiller, Ben Stiller e Keith David.

## Trama
Lo studente di liceo Dan Bartlett perde l'aereo che doveva portarlo verso una vacanza ai Caraibi con la sua ricca fidanzata e la famiglia durante le vacanze estive. Decide di partire solo, e incorre in una serie di disavventure e personaggi mentre prova a raggiungerli. Un nativo dell'isola e fumatore di marijuana gli dà un passaggio ma arriva troppo tardi e sono già partiti in crociera con uno yacht a noleggio. Un irascibile anziano marinaio da un passaggio nella sua vecchia e cadente barca a vela a Bartlett. Quest'ultimo poi si imbatte in poliziotti corrotti e finisce in prigione. Finalmente raggiunge lo yacht e scopre che la famiglia è stata presa in ostaggio dai pirati, e lui arriverà per salvarli.

## Produzione
Pierre David ha sviluppato il progetto con Steve Lisberger. David lo ha acquistato da Tom Mankiewicz, che ha collaborato nella produzione. La società RKO Pictures voleva acquisire il film ma aveva predisposto un budget di $2.8 milioni ma non era possibile scendere sotto i $4 milioni di budget. Mankiewicz ha reperito i fondi aggiuntivi da Ned Tanen della Paramount Pictures in cambio dei diritti di trasmissione via cavo. Il film ha incassato $4.2 milioni di dollari.
Anthony Michael Hall venne preso in considerazione per il ruolo da protagonista ma successivamente venne scelto John Cusack.

### Riprese
Le scene alla scuola di Dan ("Burnham preparatory school for boys") furono filmate alla St. Michaels University School in Victoria nella Columbia Britannica in Canada. Il logo "Victoria Taxi" è visibile nel taxi che trasporta Dan all'aeroporto.

## Colonna sonora
La colonna sonora consiste dei brani The Lion Sleeps Tonight dei The Nylons e Lessons in Love dei Level 42.